# Cúp Nhà vua Tây Ban Nha 2023–24
Cúp Nhà vua Tây Ban Nha 2023–24 (tiếng Tây Ban Nha: Copa del Rey) là giải đấu thứ 122 của Copa del Rey (bao gồm cả 2 mùa giải có hai phiên bản đối thủ được chơi). Đội vô địch sẽ được đảm bảo một suất tham dự vòng đấu UEFA Europa League 2024–25. Cả đội vô địch và á quân sẽ đủ điều kiện tham dự Siêu cúp Tây Ban Nha 2024–25 gồm 4 đội.
Real Madrid là đương kim vô địch sau khi đánh bại Osasuna ở trận chung kết mùa giải trước, nhưng ở mùa này đã bị loại tại vòng 16 đội sau trận thua Atlético Madrid. Trận chung kết năm nay sẽ được tổ chức tại sân vận động La Cartuja ở Sevilla vào ngày 6 tháng 4 năm 2024.
Trên khắp Tây Ban Nha, thời gian thi đấu tính đến ngày 28 tháng 10 năm 2023 và từ ngày 27 tháng 3 năm 2024 là giờ mùa hè Trung Âu CEST (UTC+2). Thời gian vào những ngày tạm thời ("mùa đông") là CET (UTC+1, giờ chuẩn Trung Âu). Các trận đấu diễn ra ở Quần đảo Canary sử dụng múi giờ Tây Âu WET (UTC±00:00).

## Lịch trình và thể thức
Vào mùa hè năm 2023, RFEF công bố lịch thi đấu và xác nhận thể thức của mùa giải trước sẽ vẫn được giữ nguyên.
| Vòng          | Bốc thăm   | Ngày thi đấu                        | Số trận | Số đội    | Thể thức                                          |
| ------------- | ---------- | ----------------------------------- | ------- | --------- | ------------------------------------------------- |
| Vòng sơ loại  | 27/9/2023  | 11–12/10/2023                       | 10      | 120 → 110 |                                                   |
| Vòng đầu tiên | 17/10/2023 | 31/10, 1–2/11/2023 8/11, 14/11/2023 | 55      | 110 → 55  | Thi đấu trên sân của các đội ở hạng đấu thấp hơn. |
| Vòng hai      | 15/11/2023 | 22/11, 5-6-7/12/2023                | 28      | 56 → 28   | Thi đấu trên sân của các đội ở hạng đấu thấp hơn. |
| Vòng 32       | 12/12/2023 | 6-7-8/1/2024                        | 16      | 32 → 16   | Thi đấu trên sân của các đội ở hạng đấu thấp hơn. |
| Vòng 16       | 8/1/2024   | 16-17-18/1/2024                     | 8       | 16 → 8    | Thi đấu trên sân của các đội ở hạng đấu thấp hơn. |
| Tứ kết        | 19/1/2024  | 23-24-25/1/2024                     | 4       | 8 → 4     | Thi đấu trên sân của các đội ở hạng đấu thấp hơn. |
| Bán kết       | 26/1/2024  | 7/2/2024                            | 2       | 4 → 2     | Hai lượt đi và về                                 |
| Bán kết       | 26/1/2024  | 28/2/2024                           | 2       | 4 → 2     | Hai lượt đi và về                                 |
| Chung kết     | 26/1/2024  | 6/4/2024                            | 1       | 2 → 1     | Thi đấu tại sân vận động La Cartuja, Sevilla.     |

Ghi chú
- Các trận đấu với tỷ số hòa sau hai hiệp chính sẽ thi đấu hiệp phụ, nếu vẫn hòa thì sẽ quyết định bằng loạt sút luân lưu.

## Các đội đủ điều kiện
Các đội sau đây đủ điều kiện tham gia giải đấu. Các đội dự bị không được phép tham gia.
| La Liga Tất cả 20 đội của mùa giải 2022–23 | Segunda División Tất cả 21 đội không dự bị của mùa giải 2022–23 | Primera Federación Top 5 đội không dự bị của hai bảng mùa giải 2022–23                                                          | Segunda Federación Top 5 đội không dự bị của năm bảng mùa giải 2022–23 | Tercera Federación Các đội không dự bị xuất sắc nhất cộng với 7 đội á quân không dự bị xuất sắc nhất của mỗi nhóm trong số 18 bảng mùa giải 2022–23 | Copa Federación Bốn đội vào bán kết Copa Federación de España 2023     | Các giải khu vực Các đội không thăng hạng xuất sắc nhất của 20 bảng hạng sáu trong mùa giải 2022–23 |
| - Almería - Athletic Bilbao - Atlético Madrid - Barcelona - Cádiz - Celta Vigo - Elche - Espanyol - Getafe - Girona - Mallorca - Osasuna - Rayo Vallecano - Real Betis - Real MadridTH - Real Sociedad - Sevilla - Valencia - Villarreal - Valladolid | - Alavés - Albacete - Andorra - Burgos - Cartagena - Eibar - Granada - Huesca - Ibiza - Las Palmas - Leganés - Levante - Lugo - Málaga - Mirandés - Oviedo - Ponferradina - Racing Santander - Sporting Gijón - Tenerife - Zaragoza | - Alcorcón - Amorebieta - Castellón - Deportivo La Coruña - Eldense - Gimnàstic - Linares - Murcia - Racing Ferrol - Unionistas | - Antequera - Arenteiro - Atlético Sanluqueño - Avilés - Cacereño - Compostela - Gernika - Gimnástica Segoviana - Guijuelo - Hércules - Manresa - UD Melilla - Navalcarnero - Peña Deportiva - Recreativo Huelva - Sestao River - Tarazona - Teruel - Terrassa - Tudelano - UCAM Murcia - Utebo - Villanovense - Yeclano - Zamora | - Águilas - Andratx - Arandina - Arosa - Atlético Antoniano - Atlético Astorga - Atzeneta - Azuaga - Barakaldo - Barbastro - Cayón - Covadonga - Europa - Jaén - Llerenense - Lorca Deportiva - Manacor - Manchego - Marbella - Mensajero - Náxara - Orihuela - Ursaria - Valle de Egüés - Varea | - Badalona Futur - San Roque Lepe - Talavera de la Reina - UD Logroñés | - Atlético Lugones - Boiro - Buñol - Ceuta 6 de Junio - Chiclana - Deportivo Murcia - Hernán Cortés - Mijas-Las Lagunas - Melilla CD - Monte - Pradejón - Quintanar - Rotlet Molinar - Rubí - Santurtzi - Sauzal - Tardienta - Turégano - Unión Zona Norte - Zirauki |

Notes
1. 1 2 3 4  Atlético Madrid, Barcelona, Osasuna và Real Madrid sẽ tham gia giải đấu ở vòng 32 với tư cách là thành viên của Siêu cúp bóng đá Tây Ban Nha.
2. ↑  Amorebieta sẽ tham gia giải đấu ở vòng hai với tư cách là nhà vô địch của Primera Federación 2022–23.

## Vòng sơ loại
Lễ bốc thăm diễn ra vào ngày 27 tháng 9 năm 2023. Hai mươi đội tham gia được chia thành bốn nhóm dựa trên tiêu chí khoảng cách địa lý. Tổng cộng có 10 trận đấu diễn ra vào ngày 11 và 12 tháng 10 năm 2023.
| Nhóm A                                                               | Nhóm B                                        | Nhóm C                                                                                    | Nhóm D                                                  |
| -------------------------------------------------------------------- | --------------------------------------------- | ----------------------------------------------------------------------------------------- | ------------------------------------------------------- |
| - Atlético Lugones - Boiro - Monte - Pradejón - Santurtzi - Turégano | - Rotlet Molinar - Rubí - Tardienta - Zirauki | - Buñol - Ceuta 6 de Junio - Chiclana - Deportivo Murcia - Melilla CD - Mijas-Las Lagunas | - Hernán Cortés - Quintanar - Sauzal - Unión Zona Norte |

### Các trận đấu
| Pradejón (6) | 1–2      | Atlético Lugones (6)       |
| ------------ | -------- | -------------------------- |
| - Cordón 40' | Chi tiết | - Fernández 25' - Pibe 52' |

---
| Mijas-Las Lagunas (6) | 0–1      | Chiclana (6)        |
| --------------------- | -------- | ------------------- |
|                       | Chi tiết | - Milano 57' (l.n.) |

---
| Ceuta 6 de Junio (6) | 0–3      | Buñol (6)                         |
| -------------------- | -------- | --------------------------------- |
|                      | Chi tiết | - Cajas 2' - Valero 54' - Plá 88' |

---
| Hernán Cortés (6)               | 3–1      | Sauzal (6)        |
| ------------------------------- | -------- | ----------------- |
| - Moruno 22', 29' - Márquez 54' | Chi tiết | - Bethencourt 17' |

---
| Turégano (6)                                                | 3–1      | Santurtzi (6) |
| ----------------------------------------------------------- | -------- | ------------- |
| - Cotrina 40' - Guille Duque 50' (ph.đ.) - Miguel Pérez 83' | Chi tiết | - Matey 47'   |

---
| Tardienta (6)              | 2–1      | Zirauki (7)                     |
| -------------------------- | -------- | ------------------------------- |
| - Fraile 4' - Mercadal 29' | Chi tiết | - Ruiz de las Heras 56' (ph.đ.) |

---
| Rubí (6)                               | 0–0 (s.h.p.) | Rotlet Molinar (6) |
| -------------------------------------- | ------------ | ------------------ |
|                                        | Chi tiết     |                    |
| Loạt sút luân lưu                      |              |                    |
| - Hervías - Morell - Muela - Rafa Leva | 4–2          | - Gori - Pons      |

---
| Monte (6) | 0–1      | Boiro (6)    |
| --------- | -------- | ------------ |
|           | Chi tiết | - Carril 39' |

---
| Melilla CD (6) | 1–3      | Deportivo Murcia (7)                        |
| -------------- | -------- | ------------------------------------------- |
| - González 51' | Chi tiết | - Minguela 9' - Soto 23' - Adri Lorenzo 77' |

---
| Quintanar (6) | 1–0      | Unión Zona Norte (6) |
| ------------- | -------- | -------------------- |
| - Joselu 13'  | Chi tiết |                      |

## Vòng đầu tiên

### Sơ lược
Vòng đầu tiên được thi đấu bởi 110 trong số 115 đội đủ điều kiện (trừ 4 đội tham dự Supercopa de España 2023–24 và nhà vô địch Primera RFEF). 10 đội chiến thắng ở vòng sơ loại trước thi đấu với 10 đội từ La Liga. 4 đội vào bán kết Copa Federación thi đấu với 4 đội còn lại ở La Liga, và 2 đội cuối cùng ở La Liga thi đấu với 2 đội đến từ Tercera RFEF. 6 đội cuối cùng của Tercera RFEF thi đấu với 6 đội từ Segunda División. 14 đội cuối cùng ở Segunda División thi đấu với 14 đội từ Segunda RFEF. Sau đó, 18 đội từ Segunda RFEF thi đấu với 18 đội từ Primera RFEF. Cuối cùng, 2 đội ở Segunda RFEF thi đấu với nhau.
Tổng cộng có 55 trận đấu được diễn ra từ ngày 31 tháng 10 đến ngày 2 tháng 11 năm 2023, có hai trận đấu bị hoãn phải thi đấu vào ngày 8 và 14 tháng 11.
Lễ bốc thăm được tổ chức vào ngày 17 tháng 10 năm 2023. Các đội được chia thành bảy nhóm:
| Nhóm 1 16 đội La Liga | Nhóm 2 20 đội Segunda División | Nhóm 3 18 đội Primera Federación | Nhóm 4 34 đội Segunda Federación | Nhóm 5 8 đội Tercera Federación                                                           | Nhóm 6 4 đội vượt qua vòng loại Copa Federación                        | Nhóm 7 10 đội thắng vòng sơ loại                                                                                           |
| - Alavés - Almería - Athletic Bilbao - Cádiz - Celta Vigo - Getafe - Girona - Granada - Las Palmas - Mallorca - Rayo Vallecano - Real Betis - Real Sociedad - Sevilla - Valencia - Villarreal | - Albacete - Alcorcón - Andorra - Burgos - Cartagena - Eibar - Elche - Eldense - Espanyol - Huesca - Leganés - Levante - Mirandés - Oviedo - Racing Ferrol - Racing Santander - Sporting Gijón - Tenerife - Valladolid - Zaragoza | - Antequera - Arenteiro - Atlético Sanluqueño - Castellón - Deportivo La Coruña - Gimnàstic - Ibiza - Linares - Lugo - Málaga - Melilla - Murcia - Ponferradina - Recreativo Huelva - Sestao River - Tarazona - Teruel - Unionistas | - Águilas - Andratx - Arandina - Atlético Antoniano - Avilés - Barakaldo - Barbastro - Cacereño - Cayón - Compostela - Covadonga - Europa - Gernika - Gimnástica Segoviana - Guijuelo - Hércules - Llerenense - Manchego - Manresa - Marbella - Mensajero - Navalcarnero - Náxara - Orihuela - Peña Deportiva - Terrassa - Tudelano - UCAM Murcia - Ursaria - Utebo - Valle de Egüés - Villanovense - Yeclano - Zamora | - Arosa - Atlético Astorga - Atzeneta - Azuaga - Jaén - Lorca Deportiva - Manacor - Varea | - Badalona Futur - San Roque Lepe - Talavera de la Reina - UD Logroñés | - Atlético Lugones - Boiro - Buñol - Chiclana - Deportivo Murcia - Hernán Cortés - Quintanar - Rubí - Tardienta - Turégano |

### Các trận đấu
| Mensajero (4) | 0–2      | Espanyol (2)     |
| ------------- | -------- | ---------------- |
|               | Chi tiết | - Salvi 36', 38' |

---
| Varea (5) | 0–3      | Levante (2)                           |
| --------- | -------- | ------------------------------------- |
|           | Chi tiết | - Álvarez 51' - Rober 60' - Gómez 77' |

---
| Cacereño (4)                       | 2–3 (s.h.p.) | Castellón (3)                             |
| ---------------------------------- | ------------ | ----------------------------------------- |
| - Fernández 22' - Lolo 95' (ph.đ.) | Chi tiết     | - Suero 56' - Traoré 101' - Grønning 103' |

---
| Talavera de la Reina (4) | 0–2      | Almería (1)                      |
| ------------------------ | -------- | -------------------------------- |
|                          | Chi tiết | - Ramazani 14' - Milovanović 45' |

---
| Manacor (5) | 0–3      | Las Palmas (1)                          |
| ----------- | -------- | --------------------------------------- |
|             | Chi tiết | - Araujo 68' - Moleiro 76' - Ferrer 86' |

---
| Lorca Deportiva (5) | 0–4      | Eibar (2)                                                  |
| ------------------- | -------- | ---------------------------------------------------------- |
|                     | Chi tiết | - Troncho 68' - De la Fuente 80' - Aketxe 83', 90' (ph.đ.) |

---
| Atlético Lugones (6) | 0–6      | Rayo Vallecano (1)                                                 |
| -------------------- | -------- | ------------------------------------------------------------------ |
|                      | Chi tiết | - Falcao 8' (ph.đ.), 16' - Camello 40' - Bebé 62', 79' - Rațiu 68' |

---
| San Roque Lepe (4) | 1–2      | Girona (1)                 |
| ------------------ | -------- | -------------------------- |
| - Mizzian 51'      | Chi tiết | - Valery 48' - Sávio 90+8' |

---
| Badalona Futur (4)                | 0–0 (s.h.p.) | Cádiz (1)                                |
| --------------------------------- | ------------ | ---------------------------------------- |
|                                   | Chi tiết     |                                          |
| Loạt sút luân lưu                 |              |                                          |
| - Peque - Thior - Navarro - Xiker | 2–4          | - Gómez - Navarro - Kouamé - Lucas Pires |

---
| Azuaga (5)                                          | 0–0 (s.h.p.) | Cartagena (2)                                          |
| --------------------------------------------------- | ------------ | ------------------------------------------------------ |
|                                                     | Chi tiết     |                                                        |
| Loạt sút luân lưu                                   |              |                                                        |
| - Gabi - López - Vaca - Opara - Sánchez - Domínguez | 2–3          | - Ferreiro - Muñoz - Fontán - Musto - Ortuño - Gonzalo |

---
| Peña Deportiva (4) | 1–5      | Valladolid (2)                                          |
| ------------------ | -------- | ------------------------------------------------------- |
| - Tovar 84'        | Chi tiết | - Meseguer 17', 69', 71' - De la Hoz 50' - Quintana 78' |

---
| Navalcarnero (4) | 0–1      | Alcorcón (2) |
| ---------------- | -------- | ------------ |
|                  | Chi tiết | - Lara 21'   |

---
| Llerenense (4) | 0–2      | Leganés (2)             |
| -------------- | -------- | ----------------------- |
|                | Chi tiết | - Nyom 9' - Aguilar 61' |

---
| Compostela (4) | 0–1      | Tenerife (2) |
| -------------- | -------- | ------------ |
|                | Chi tiết | - Ángel 10'  |

---
| Náxara (4)   | 1–2      | Melilla (3)                |
| ------------ | -------- | -------------------------- |
| - Lorá 90+1' | Chi tiết | - González 1' - García 49' |

---
| Barbastro (4) | 1–0      | Ponferradina (3) |
| ------------- | -------- | ---------------- |
| - De Mesa 44' | Chi tiết |                  |

---
| UCAM Murcia (4)                                                             | 0–0 (s.h.p.) | Linares (3)                                                            |
| --------------------------------------------------------------------------- | ------------ | ---------------------------------------------------------------------- |
|                                                                             | Chi tiết     |                                                                        |
| Loạt sút luân lưu                                                           |              |                                                                        |
| - Ramis - Yasser - Arturo - Chinchilla - Ramírez - Sánchez - Alonso - Pérez | 6–7          | - Moreno - Llorente - Varela - Suárez - Díaz - Oyón - Molina - Rentero |

---
| Quintanar (6) | 0–3      | Sevilla (1)                               |
| ------------- | -------- | ----------------------------------------- |
|               | Chi tiết | - Mir 22' - En-Nesyri 40' - Pedrosa 90+2' |

---
| Turégano (6) | 0–4      | Celta Vigo (1)                    |
| ------------ | -------- | --------------------------------- |
|              | Chi tiết | - Bamba 12', 33' - Pérez 61', 71' |

---
| Atlético Astorga (5) | 1–0      | Andorra (2) |
| -------------------- | -------- | ----------- |
| - Vales 22'          | Chi tiết |             |

---
| Valle de Egüés (4)  | 1–0 (s.h.p.) | Teruel (3) |
| ------------------- | ------------ | ---------- |
| - Díaz 110' (ph.đ.) | Chi tiết     |            |

---
| Atlético Antoniano (4) | 0–1      | Lugo (3)        |
| ---------------------- | -------- | --------------- |
|                        | Chi tiết | - Antonetti 80' |

---
| Jaén (5)                   | 2–3      | Eldense (2)                                      |
| -------------------------- | -------- | ------------------------------------------------ |
| - Triviño 24' - Martos 62' | Chi tiết | - Marí 45+1' - Poloni 87' - Ortuño 90+1' (ph.đ.) |

---
| Avilés (4) | 0–1      | Arenteiro (3)   |
| ---------- | -------- | --------------- |
|            | Chi tiết | - Marquitos 32' |

---
| Covadonga (4)   | 1–3 (s.h.p.) | Deportivo La Coruña (3)                 |
| --------------- | ------------ | --------------------------------------- |
| - Fernández 32' | Chi tiết     | - Vázquez 89' - Pérez 115' - Mella 117' |

---
| Ursaria (4) | 1–2      | Cayón (4)               |
| ----------- | -------- | ----------------------- |
| - Díaz 29'  | Chi tiết | - Sanz 22' - Alonso 72' |

---
| Guijuelo (4) | 0–3      | Sporting Gijón (2)                              |
| ------------ | -------- | ----------------------------------------------- |
|              | Chi tiết | - Mateo 59' (l.n.) - Hassan 67' - Fernández 86' |

---
| Zamora (4)                            | 2–2 (s.h.p.) | Racing Santander (2)                           |
| ------------------------------------- | ------------ | ---------------------------------------------- |
| - Luismi 45+1' - Ramos 120+2'         | Chi tiết     | - Martín 90+3' - Peque 108' (ph.đ.)            |
| Loạt sút luân lưu                     |              |                                                |
| - Ramos - Camacho - García - Etxaburu | 4–3          | - Vicente - Grenier - Morante - Martín - Peque |

---
| Manchego (4)  | 1–3      | Antequera (3)                |
| ------------- | -------- | ---------------------------- |
| - Jiménez 61' | Chi tiết | - Chema 44' - Marín 51', 59' |

---
| Arandina (4)      | 1–0      | Murcia (3) |
| ----------------- | -------- | ---------- |
| - El Battioui 43' | Chi tiết |            |

---
| Terrassa (4) | 1–0      | Albacete (2) |
| ------------ | -------- | ------------ |
| - Cano 49'   | Chi tiết |              |

---
| Utebo (4)           | 1–2 (s.h.p.) | Mirandés (2)             |
| ------------------- | ------------ | ------------------------ |
| - Moreno 42' (l.n.) | Chi tiết     | - Tomeo 53' - Durdov 94' |

---
| Europa (4) | 0–2      | Elche (2)                  |
| ---------- | -------- | -------------------------- |
|            | Chi tiết | - Mourad 43' - Mendoza 82' |

---
| Barakaldo (4)                      | 0–0 (s.h.p.) | Málaga (3)                                     |
| ---------------------------------- | ------------ | ---------------------------------------------- |
|                                    | Chi tiết     |                                                |
| Loạt sút luân lưu                  |              |                                                |
| - Salado - Torre - Artetxe - Vélez | 2–4          | - Cordero - Dioni - Roberto - Juanpe - Lorenzo |

---
| Tudelano (4)    | 1–0 (s.h.p.) | Recreativo Huelva (3) |
| --------------- | ------------ | --------------------- |
| - Martínez 106' | Chi tiết     |                       |

---
| Gernika (4) | 0–2      | Unionistas (3)            |
| ----------- | -------- | ------------------------- |
|             | Chi tiết | - Losada 70' - Planas 73' |

---
| Yeclano (4)          | 2–0 (s.h.p.) | Atlético Sanluqueño (3) |
| -------------------- | ------------ | ----------------------- |
| - Sanchís 114', 122' | Chi tiết     |                         |

---
| Orihuela (4)                                                          | 0–0 (s.h.p.) | Gimnàstic (3)                                                         |
| --------------------------------------------------------------------- | ------------ | --------------------------------------------------------------------- |
|                                                                       | Chi tiết     |                                                                       |
| Loạt sút luân lưu                                                     |              |                                                                       |
| - Pallarés - Martínez - Mpie - Ortiz - Callejón - Sirera - Mendinueta | 6–5          | - Oriol - Montalvo - Sanz - Concha - Fernández - Trigueros - Escudero |

---
| Tardienta (6) | 0–12     | Getafe (1) |
| ------------- | -------- | --- |
|               | Chi tiết | - Patrick 7' - Greenwood 15', 54' - Lozano 30' - Martín 33' - Óscar 35', 56', 63' - Duarte 68' - Latasa 73' - Mayoral 78', 85' |

---
| Buñol (6) | 0–1      | Real Sociedad (1) |
| --------- | -------- | ----------------- |
|           | Chi tiết | - Fernández 67'   |

---
| Boiro (6) | 0–4      | Mallorca (1)                                      |
| --------- | -------- | ------------------------------------------------- |
|           | Chi tiết | - Abdón 25', 33' (ph.đ.), 76' (ph.đ.) - Larin 46' |

---
| Águilas (4) | 0–1      | Huesca (2)  |
| ----------- | -------- | ----------- |
|             | Chi tiết | - Nieto 25' |

---
| Andratx (4)                                  | 3–2 (s.h.p.) | Tarazona (3)              |
| -------------------------------------------- | ------------ | ------------------------- |
| - Castedo 15' - Fernández 92' - Garrido 102' | Chi tiết     | - Errahaly 28' - Cano 70' |

---
| Marbella (4)      | 1–3 (s.h.p.) | Racing Ferrol (2)                 |
| ----------------- | ------------ | --------------------------------- |
| - Marco Túlio 71' | Chi tiết     | - Merino 43' - Giménez 103', 116' |

---
| Manresa (4)   | 1–2 (s.h.p.) | Oviedo (2)       |
| ------------- | ------------ | ---------------- |
| - Baquero 24' | Chi tiết     | - Masca 3', 112' |

---
| Hernán Cortés (6) | 1–12     | Real Betis (1) |
| ----------------- | -------- | --- |
| - Márquez 55'     | Chi tiết | - Rodri 4', 20', 37' - Willian José 6', 33', 40', 43' - Luiz Henrique 9' - Ezzalzouli 16', 50' - Roca 86' (ph.đ.) - Diao 90' |

---
| Rubí (6)        | 1–2      | Athletic Bilbao (1) |
| --------------- | -------- | ------------------- |
| - Rodríguez 86' | Chi tiết | - Ares 50', 57'     |

---
| Chiclana (6) | 0–5      | Villarreal (1)                                              |
| ------------ | -------- | ----------------------------------------------------------- |
|              | Chi tiết | - Trigueros 19', 43', 72' (ph.đ.) - Pascual 31' - Baena 74' |

---
| Arosa (5) | 3–0 (awd.) | Granada (1)                                  |
| --------- | ---------- | -------------------------------------------- |
|           | Chi tiết   | - Callejón 19' - Weissman 88' - Diédhiou 90' |

---
| UD Logroñés (4) | 0–2      | Valencia (1)                 |
| --------------- | -------- | ---------------------------- |
|                 | Chi tiết | - Gozálbez 45+1' - López 88' |

---
| Hércules (4)       | 1–2      | Burgos (2)                   |
| ------------------ | -------- | ---------------------------- |
| - Grego 35' (l.n.) | Chi tiết | - Niño 19' - López-Pinto 51' |

---
| Villanovense (4)              | 2–1      | Ibiza (3)      |
| ----------------------------- | -------- | -------------- |
| - González 62' - Bermúdez 67' | Chi tiết | - Obolskiy 42' |

---
| Deportivo Murcia (7) | 0–10     | Alavés (1)                                                                                |
| -------------------- | -------- | ----------------------------------------------------------------------------------------- |
|                      | Chi tiết | - Abde 7', 38' - Duarte 13' - Alkain 52', 60' - Hagi 63', 80' - Karrikaburu 68', 75', 89' |

---
| Gimnástica Segoviana (4)                 | 3–4 (s.h.p.) | Sestao River (3)                                  |
| ---------------------------------------- | ------------ | ------------------------------------------------- |
| - Silva 12' - Segovia 90+3' - Díaz 90+7' | Chi tiết     | - L. Martínez 38' - Cabo 52', 98' - Gutiérrez 73' |

---
| Atzeneta (5)            | 2–1      | Zaragoza (2)  |
| ----------------------- | -------- | ------------- |
| - Yarce 24' - Uclés 69' | Chi tiết | - Mollejo 21' |

Notes
1. ↑  Varea đã không thi đấu tại sân vận động chính của họ là Municipal de Varea, Varea, vì nó không đáp ứng được yêu cầu phát sóng.[7]
2. ↑  Llerenense đã không thi đấu tại sân vận động chính Fernando Robina, Llerena của họ, vì trận đấu không đáp ứng yêu cầu phát sóng.[8]
3. ↑  Turégano đã không chơi trận đấu này ở sân vận động chính El Burgo, Turégano của họ, vì nó không đáp ứng yêu cầu phát sóng[9]
4. ↑  Valle de Egüés đã không chơi trận đấu này ở sân vận động chính Sarriguren, Egüés của họ, vì nó không đáp ứng yêu cầu phát sóng[10]
5. ↑  Covadonga đã không chơi trận đấu này ở sân vận động chính của họ Juan Antonio Álvarez Rabanal, Oviedo, vì nó không đáp ứng yêu cầu phát sóng.[11]
6. ↑  Tardienta đã không chơi trận đấu này ở sân vận động chính Santa Quietria, Tardienta của họ, vì nó không đáp ứng được yêu cầu phát sóng.[12]
7. ↑  Buñol đã không chơi trận đấu này ở sân vận động chính Beltrán Báguena, Buñol của họ, vì nó không đáp ứng yêu cầu phát sóng.[13]
8. ↑  Hernán Cortés đã không chơi trận đấu này tại sân vận động chính của họ là Sân vận động Thành phố Hernán Cortés, Don Benito, vì nó không đáp ứng được yêu cầu phát sóng.[14]
9. ↑  Arosa đã giành chiến thắng 3–0 sau khi Granada tung cầu thủ không đủ điều kiện Adri López vào sân trong trận đấu. Granada ban đầu thắng trận 3–0.[15]
10. ↑  Deportivo Murcia đã không chơi trận đấu này tại sân vận động chính José Manuel Aroca của họ vì trận đấu không đáp ứng yêu cầu phát sóng.[16]
11. ↑  Atzeneta sẽ không chơi trận đấu này tại sân vận động chính El Regit, Atzeneta của họ, vì nó không đáp ứng các yêu cầu phát sóng.[17]

## Vòng hai
Vòng thứ hai sẽ có 56 đội thi đấu, nhà vô địch Primera RFEF bước vào vòng này. 3 đội Tercera RFEF thi đấu với 3 đội đến từ La Liga. 11 đội Segunda RFEF thi đấu với 11 đội đến từ La Liga, và đội cuối cùng ở La Liga thi đấu với 1 đội đến từ Primera RFEF. 9 đội cuối cùng của Primera RFEF thi đấu với 9 đội từ Segunda División. Cuối cùng, 8 đội từ Segunda División thi đấu với nhau.
Tổng cộng có 28 trận đấu sẽ diễn ra từ ngày 22 tháng 11 đến ngày 7 tháng 12.
Lễ bốc thăm được tổ chức vào ngày 15 tháng 11 năm 2023. Các đội được chia thành 5 nhóm:
| Nhóm 1 15 đội La Liga | Nhóm 2 17 đội Segunda División | Nhóm 3 10 đội Primera Federación                                                                                          | Nhóm 4 11 đội Segunda Federación                                                                                             | Nhóm 5 3 đội Tercera Federación       |
| - Alavés - Almería - Athletic Bilbao - Cádiz - Celta Vigo - Getafe - Girona - Las Palmas - Mallorca - Rayo Vallecano - Real Betis - Real Sociedad - Sevilla - Valencia - Villarreal | - Alcorcón - Amorebieta - Burgos - Cartagena - Eibar - Elche - Eldense - Espanyol - Huesca - Leganés - Levante - Mirandés - Oviedo - Racing Ferrol - Sporting Gijón - Tenerife - Valladolid | - Arenteiro - Antequera - Castellón - Deportivo La Coruña - Linares - Lugo - Málaga - Melilla - Sestao River - Unionistas | - Andratx - Arandina - Barbastro - Cayón - Orihuela - Terrassa - Tudelano - Valle de Egüés - Villanovense - Yeclano - Zamora | - Arosa - Atlético Astorga - Atzeneta |

### Các trận đấu
| Zamora (4)     | 1–2 (s.h.p.) | Villarreal (1)     |
| -------------- | ------------ | ------------------ |
| - Etxaburu 49' | Chi tiết     | - Morales 88', 96' |

---
| Atzeneta (5)  | 1–2      | Getafe (1)        |
| ------------- | -------- | ----------------- |
| - Escrivá 56' | Chi tiết | - Juanmi 53', 74' |

---
| Arosa (5) | 0–1      | Valencia (1)   |
| --------- | -------- | -------------- |
|           | Chi tiết | - Yaremchuk 8' |

---
| Espanyol (2)                      | 3–1      | Valladolid (2) |
| --------------------------------- | -------- | -------------- |
| - Carreras 24', 43' - Puado 90+6' | Chi tiết | - Salazar 82'  |

---
| Castellón (3)              | 2–1      | Oviedo (2)   |
| -------------------------- | -------- | ------------ |
| - Suero 40' - Grønning 49' | Chi tiết | - Alemão 56' |

---
| Barbastro (4)   | 1–0      | Almería (1) |
| --------------- | -------- | ----------- |
| - Carbonell 28' | Chi tiết |             |

---
| Yeclano (4) | 0–2      | Rayo Vallecano (1)            |
| ----------- | -------- | ----------------------------- |
|             | Chi tiết | - Falcao 89' - De Tomás 90+4' |

---
| Antequera (3) | 0–2      | Huesca (2)                         |
| ------------- | -------- | ---------------------------------- |
|               | Chi tiết | - Lombardo 36' - Kortajarena 90+6' |

---
| Deportivo La Coruña (3)    | 2–3 (s.h.p.) | Tenerife (2)                                |
| -------------------------- | ------------ | ------------------------------------------- |
| - Mella 10' - Sánchez 106' | Chi tiết     | - Nacho 60' - Romero 101' - González 120+2' |

---
| Alcorcón (2)      | 0–0 (s.h.p.) | Cartagena (2) |
| ----------------- | ------------ | ------------- |
|                   | Chi tiết     |               |
| Loạt sút luân lưu |              |               |
|                   | 4–5          |               |

---
| Terrassa (4) | 0–1      | Alavés (1)   |
| ------------ | -------- | ------------ |
|              | Chi tiết | - Alkain 21' |

---
| Andratx (4) | 0–1      | Real Sociedad (1) |
| ----------- | -------- | ----------------- |
|             | Chi tiết | - Silva 56'       |

---
| Arenteiro (3) | 1–3      | Burgos (2)                    |
| ------------- | -------- | ----------------------------- |
| - Ramos 20'   | Chi tiết | - Bermejo 8', 44' - Appin 54' |

---
| Unionistas (3)          | 2–0      | Sporting Gijón (2) |
| ----------------------- | -------- | ------------------ |
| - Planas 7' - Camus 53' | Chi tiết |                    |

---
| Málaga (3)   | 1–0      | Eldense (2) |
| ------------ | -------- | ----------- |
| - Juanpe 41' | Chi tiết |             |

---
| Villanovense (4) | 1–2      | Real Betis (1)                    |
| ---------------- | -------- | --------------------------------- |
| - Cano 63'       | Chi tiết | - Ezzalzouli 89' - Iglesias 90+3' |

---
| Valle de Egüés (4) | 0–3      | Mallorca (1)                       |
| ------------------ | -------- | ---------------------------------- |
|                    | Chi tiết | - Rodríguez 39' - Llabrés 56', 62' |

---
| Lugo (3)                        | 2–0      | Mirandés (2) |
| ------------------------------- | -------- | ------------ |
| - Antonetti 87' - Fuentes 90+2' | Chi tiết |              |

---
| Levante (2) | 0–1      | Amorebieta (2) |
| ----------- | -------- | -------------- |
|             | Chi tiết | - Eraso 71'    |

---
| Atlético Astorga (5) | 0–2      | Sevilla (1)                       |
| -------------------- | -------- | --------------------------------- |
|                      | Chi tiết | - Ramos 28' (ph.đ.) - Gattoni 68' |

---
| Tudelano (4)            | 1–2 (s.h.p.) | Las Palmas (1)                 |
| ----------------------- | ------------ | ------------------------------ |
| - Rodríguez 42' (ph.đ.) | Chi tiết     | - Kaba 38' - El Haddadi 120+4' |

---
| Arandina (4)            | 2–1      | Cádiz (1)          |
| ----------------------- | -------- | ------------------ |
| - Ceesay 5' - Moral 65' | Chi tiết | - San Emeterio 34' |

---
| Linares (3)  | 1–3      | Elche (2)                           |
| ------------ | -------- | ----------------------------------- |
| - Corral 61' | Chi tiết | - Garcés 58' - Febas 83' - León 89' |

---
| Racing Ferrol (2) | 1–0      | Leganés (2) |
| ----------------- | -------- | ----------- |
| - Justo 56'       | Chi tiết |             |

---
| Melilla (3)             | 1–1 (s.h.p.) | Eibar (2)                             |
| ----------------------- | ------------ | ------------------------------------- |
| - Enrique 22'           | Chi tiết     | - Quique 54' (ph.đ.)                  |
| Loạt sút luân lưu       |              |                                       |
| - Caro - Yuste - García | 1–4          | - Corpas - Quique - Tejero - Muguruza |

---
| Orihuela (4)                    | 2–5      | Girona (1)                                               |
| ------------------------------- | -------- | -------------------------------------------------------- |
| - Mendinueta 27' - Booker 45+3' | Chi tiết | - Torre 7' - Stuani 66', 74' - Portu 82' - Fernández 87' |

---
| Cayón (4) | 0–3      | Athletic Bilbao (1)                          |
| --------- | -------- | -------------------------------------------- |
|           | Chi tiết | - Villalibre 22', 26' (ph.đ.) - Williams 85' |

---
| Sestao River (3)   | 1–2      | Celta Vigo (1)              |
| ------------------ | -------- | --------------------------- |
| - Núñez 73' (l.n.) | Chi tiết | - Douvikas 17', 78' (ph.đ.) |

Notes
1. ↑  Atzeneta không thi đấu trận đấu này tại sân vận động chính El Regit của họ tại Atzeneta, vì nó không đáp ứng các yêu cầu phát sóng.[18]
2. ↑  Valle de Egüés không thi đấu trận đấu này tại sân vận động chính của họ Sarriguren, Egüés, vì nó không đáp ứng các yêu cầu phát sóng.[19]
3. ↑  Cayón không thi đấu trận đấu tại sân vận động chính của họ Fernando Astobiza, Cayón, vì nó không đáp ứng các yêu cầu phát sóng.[20]

## Sơ đồ
|  | Vòng 32 đội           | Vòng 32 đội             | Vòng 32 đội             | Vòng 32 đội             |                            |                            | Vòng 16 đội                | Vòng 16 đội | Vòng 16 đội | Vòng 16 đội |  |  | Tứ kết | Tứ kết | Tứ kết | Tứ kết |  |  | Bán kết | Bán kết | Bán kết | Bán kết |  |  | Chung kết | Chung kết | Chung kết | Chung kết |
|  |                       |                         |                         |                         |                            |                            |                            |             |             |             |  |  |        |        |        |        |  |  |         |         |         |         |  |  |           |           |           |           |
|  |                       |                         |                         |                         |                            |                            |                            |             |             |             |  |  |        |        |        |        |  |  |         |         |         |         |  |  |           |           |           |           |
|  |                       |                         |                         |                         |                            |                            |                            |             |             |             |  |  |        |        |        |        |  |  |         |         |         |         |  |  |           |           |           |           |
|  | Tenerife (2)          | Tenerife (2)            | Tenerife (2)            | 2                       |                            |                            |                            |             |             |             |  |  |        |        |        |        |  |  |         |         |         |         |  |  |           |           |           |           |
|  | Tenerife (2)          | Tenerife (2)            | Tenerife (2)            | 2                       |                            |                            |                            |             |             |             |  |  |        |        |        |        |  |  |         |         |         |         |  |  |           |           |           |           |
|  | Las Palmas (1)        | Las Palmas (1)          | Las Palmas (1)          | 0                       |                            |                            |                            |             |             |             |  |  |        |        |        |        |  |  |         |         |         |         |  |  |           |           |           |           |
|  | Las Palmas (1)        | Las Palmas (1)          | Las Palmas (1)          | 0                       | Tenerife (2)               | Tenerife (2)               | Tenerife (2)               | 0(0)        |             |             |  |  |        |        |        |        |  |  |         |         |         |         |  |  |           |           |           |           |
|  |                       |                         |                         |                         | Tenerife (2)               | Tenerife (2)               | Tenerife (2)               | 0(0)        |             |             |  |  |        |        |        |        |  |  |         |         |         |         |  |  |           |           |           |           |
|  |                       | Mallorca (1) (s.h.p.)   | Mallorca (1) (s.h.p.)   | Mallorca (1) (s.h.p.)   | 0(1)                       |                            |                            |             |             |             |  |  |        |        |        |        |  |  |         |         |         |         |  |  |           |           |           |           |
|  | Burgos (2)            | Burgos (2)              | Burgos (2)              | Mallorca (1) (s.h.p.)   | 0(1)                       | 0                          |                            |             |             |             |  |  |        |        |        |        |  |  |         |         |         |         |  |  |           |           |           |           |
|  | Burgos (2)            | Burgos (2)              | Burgos (2)              |                         |                            |                            |                            |             |             |             |  |  |        |        |        |        |  |  |         |         |         |         |  |  |           |           |           |           |
|  | Mallorca (1)          | Mallorca (1)            | Mallorca (1)            | 3                       |                            |                            |                            |             |             |             |  |  |        |        |        |        |  |  |         |         |         |         |  |  |           |           |           |           |
|  | Mallorca (1)          | Mallorca (1)            | Mallorca (1)            | 3                       | Mallorca (1)               | Mallorca (1)               | Mallorca (1)               | 3           |             |             |  |  |        |        |        |        |  |  |         |         |         |         |  |  |           |           |           |           |
|  |                       |                         |                         |                         | Mallorca (1)               | Mallorca (1)               | Mallorca (1)               | 3           |             |             |  |  |        |        |        |        |  |  |         |         |         |         |  |  |           |           |           |           |
|  |                       | Girona (1)              | Girona (1)              | Girona (1)              | 2                          |                            |                            |             |             |             |  |  |        |        |        |        |  |  |         |         |         |         |  |  |           |           |           |           |
|  | Elche (2)             | Elche (2)               | Elche (2)               | Girona (1)              | 2                          | 0                          |                            |             |             |             |  |  |        |        |        |        |  |  |         |         |         |         |  |  |           |           |           |           |
|  | Elche (2)             | Elche (2)               | Elche (2)               |                         |                            |                            |                            |             |             |             |  |  |        |        |        |        |  |  |         |         |         |         |  |  |           |           |           |           |
|  | Girona (1)            | Girona (1)              | Girona (1)              | 2                       |                            |                            |                            |             |             |             |  |  |        |        |        |        |  |  |         |         |         |         |  |  |           |           |           |           |
|  | Girona (1)            | Girona (1)              | Girona (1)              | 2                       | Girona (1)                 | Girona (1)                 | Girona (1)                 | 3           |             |             |  |  |        |        |        |        |  |  |         |         |         |         |  |  |           |           |           |           |
|  |                       |                         |                         |                         | Girona (1)                 | Girona (1)                 | Girona (1)                 | 3           |             |             |  |  |        |        |        |        |  |  |         |         |         |         |  |  |           |           |           |           |
|  |                       | Vallecano (1)           | Vallecano (1)           | Vallecano (1)           | 1                          |                            |                            |             |             |             |  |  |        |        |        |        |  |  |         |         |         |         |  |  |           |           |           |           |
|  | Huesca (2)            | Huesca (2)              | Huesca (2)              | Vallecano (1)           | 1                          | 0 (0)                      |                            |             |             |             |  |  |        |        |        |        |  |  |         |         |         |         |  |  |           |           |           |           |
|  | Huesca (2)            | Huesca (2)              | Huesca (2)              |                         |                            |                            |                            |             |             |             |  |  |        |        |        |        |  |  |         |         |         |         |  |  |           |           |           |           |
|  | Vallecano(1)(s.h.p.)  | Vallecano(1)(s.h.p.)    | Vallecano(1)(s.h.p.)    | 0 (2)                   |                            |                            |                            |             |             |             |  |  |        |        |        |        |  |  |         |         |         |         |  |  |           |           |           |           |
|  | Vallecano(1)(s.h.p.)  | Vallecano(1)(s.h.p.)    | Vallecano(1)(s.h.p.)    | 0 (2)                   | Mallorca (1) (p)           | Mallorca (1) (p)           | Mallorca (1) (p)           | (0)(1)(5)   |             |             |  |  |        |        |        |        |  |  |         |         |         |         |  |  |           |           |           |           |
|  |                       |                         |                         |                         | Mallorca (1) (p)           | Mallorca (1) (p)           | Mallorca (1) (p)           | (0)(1)(5)   |             |             |  |  |        |        |        |        |  |  |         |         |         |         |  |  |           |           |           |           |
|  |                       | Real Sociedad (1)       | Real Sociedad (1)       | Real Sociedad (1)       | (0)(1)(4)                  |                            |                            |             |             |             |  |  |        |        |        |        |  |  |         |         |         |         |  |  |           |           |           |           |
|  | Cartagena (2)         | Cartagena (2)           | Cartagena (2)           | Real Sociedad (1)       | (0)(1)(4)                  | 1 (1)                      |                            |             |             |             |  |  |        |        |        |        |  |  |         |         |         |         |  |  |           |           |           |           |
|  | Cartagena (2)         | Cartagena (2)           | Cartagena (2)           |                         |                            |                            |                            |             |             |             |  |  |        |        |        |        |  |  |         |         |         |         |  |  |           |           |           |           |
|  | Valencia (1) (s.h.p.) | Valencia (1) (s.h.p.)   | Valencia (1) (s.h.p.)   | 1 (2)                   |                            |                            |                            |             |             |             |  |  |        |        |        |        |  |  |         |         |         |         |  |  |           |           |           |           |
|  | Valencia (1) (s.h.p.) | Valencia (1) (s.h.p.)   | Valencia (1) (s.h.p.)   | 1 (2)                   | Valencia (1)               | Valencia (1)               | Valencia (1)               | 1           |             |             |  |  |        |        |        |        |  |  |         |         |         |         |  |  |           |           |           |           |
|  |                       |                         |                         |                         | Valencia (1)               | Valencia (1)               | Valencia (1)               | 1           |             |             |  |  |        |        |        |        |  |  |         |         |         |         |  |  |           |           |           |           |
|  |                       | Celta Vigo (1)          | Celta Vigo (1)          | Celta Vigo (1)          | 3                          |                            |                            |             |             |             |  |  |        |        |        |        |  |  |         |         |         |         |  |  |           |           |           |           |
|  | Amorebieta (2)        | Amorebieta (2)          | Amorebieta (2)          | Celta Vigo (1)          | 3                          | 2                          |                            |             |             |             |  |  |        |        |        |        |  |  |         |         |         |         |  |  |           |           |           |           |
|  | Amorebieta (2)        | Amorebieta (2)          | Amorebieta (2)          |                         |                            |                            |                            |             |             |             |  |  |        |        |        |        |  |  |         |         |         |         |  |  |           |           |           |           |
|  | Celta Vigo (1)        | Celta Vigo (1)          | Celta Vigo (1)          | 4                       |                            |                            |                            |             |             |             |  |  |        |        |        |        |  |  |         |         |         |         |  |  |           |           |           |           |
|  | Celta Vigo (1)        | Celta Vigo (1)          | Celta Vigo (1)          | 4                       | Celta Vigo (1)             | Celta Vigo (1)             | Celta Vigo (1)             | 1           |             |             |  |  |        |        |        |        |  |  |         |         |         |         |  |  |           |           |           |           |
|  |                       |                         |                         |                         | Celta Vigo (1)             | Celta Vigo (1)             | Celta Vigo (1)             | 1           |             |             |  |  |        |        |        |        |  |  |         |         |         |         |  |  |           |           |           |           |
|  |                       | Real Sociedad (1)       | Real Sociedad (1)       | Real Sociedad (1)       | 2                          |                            |                            |             |             |             |  |  |        |        |        |        |  |  |         |         |         |         |  |  |           |           |           |           |
|  | Castellón (3)         | Castellón (3)           | Castellón (3)           | Real Sociedad (1)       | 2                          | 0 (0)                      |                            |             |             |             |  |  |        |        |        |        |  |  |         |         |         |         |  |  |           |           |           |           |
|  | Castellón (3)         | Castellón (3)           | Castellón (3)           |                         |                            |                            |                            |             |             |             |  |  |        |        |        |        |  |  |         |         |         |         |  |  |           |           |           |           |
|  | Osasuna (1) (s.h.p.)  | Osasuna (1) (s.h.p.)    | Osasuna (1) (s.h.p.)    | 0 (1)                   |                            |                            |                            |             |             |             |  |  |        |        |        |        |  |  |         |         |         |         |  |  |           |           |           |           |
|  | Osasuna (1) (s.h.p.)  | Osasuna (1) (s.h.p.)    | Osasuna (1) (s.h.p.)    | 0 (1)                   | Osasuna (1)                | Osasuna (1)                | Osasuna (1)                | 0           |             |             |  |  |        |        |        |        |  |  |         |         |         |         |  |  |           |           |           |           |
|  |                       |                         |                         |                         | Osasuna (1)                | Osasuna (1)                | Osasuna (1)                | 0           |             |             |  |  |        |        |        |        |  |  |         |         |         |         |  |  |           |           |           |           |
|  |                       | Real Sociedad (1)       | Real Sociedad (1)       | Real Sociedad (1)       | 2                          |                            |                            |             |             |             |  |  |        |        |        |        |  |  |         |         |         |         |  |  |           |           |           |           |
|  | Málaga (3)            | Málaga (3)              | Málaga (3)              | Real Sociedad (1)       | 2                          | 0                          |                            |             |             |             |  |  |        |        |        |        |  |  |         |         |         |         |  |  |           |           |           |           |
|  | Málaga (3)            | Málaga (3)              | Málaga (3)              |                         |                            |                            |                            |             |             |             |  |  |        |        |        |        |  |  |         |         |         |         |  |  |           |           |           |           |
|  | Real Sociedad (1)     | Real Sociedad (1)       | Real Sociedad (1)       | 1                       |                            |                            |                            |             |             |             |  |  |        |        |        |        |  |  |         |         |         |         |  |  |           |           |           |           |
|  | Real Sociedad (1)     | Real Sociedad (1)       | Real Sociedad (1)       | 1                       | Mallorca (1)               | Mallorca (1)               | Mallorca (1)               | (1)(1)(2)   |             |             |  |  |        |        |        |        |  |  |         |         |         |         |  |  |           |           |           |           |
|  |                       |                         |                         |                         | Mallorca (1)               | Mallorca (1)               | Mallorca (1)               | (1)(1)(2)   |             |             |  |  |        |        |        |        |  |  |         |         |         |         |  |  |           |           |           |           |
|  |                       | Athletic Bilbao (1) (p) | Athletic Bilbao (1) (p) | Athletic Bilbao (1) (p) | (1)(1)(4)                  |                            |                            |             |             |             |  |  |        |        |        |        |  |  |         |         |         |         |  |  |           |           |           |           |
|  | Lugo (3)              | Lugo (3)                | Lugo (3)                | Athletic Bilbao (1) (p) | (1)(1)(4)                  | 1                          |                            |             |             |             |  |  |        |        |        |        |  |  |         |         |         |         |  |  |           |           |           |           |
|  | Lugo (3)              | Lugo (3)                | Lugo (3)                |                         |                            |                            |                            |             |             |             |  |  |        |        |        |        |  |  |         |         |         |         |  |  |           |           |           |           |
|  | Atlético Madrid (1)   | Atlético Madrid (1)     | Atlético Madrid (1)     | 3                       |                            |                            |                            |             |             |             |  |  |        |        |        |        |  |  |         |         |         |         |  |  |           |           |           |           |
|  | Atlético Madrid (1)   | Atlético Madrid (1)     | Atlético Madrid (1)     | 3                       | Atlético Madrid(1)(s.h.p.) | Atlético Madrid(1)(s.h.p.) | Atlético Madrid(1)(s.h.p.) | 2(4)        |             |             |  |  |        |        |        |        |  |  |         |         |         |         |  |  |           |           |           |           |
|  |                       |                         |                         |                         | Atlético Madrid(1)(s.h.p.) | Atlético Madrid(1)(s.h.p.) | Atlético Madrid(1)(s.h.p.) | 2(4)        |             |             |  |  |        |        |        |        |  |  |         |         |         |         |  |  |           |           |           |           |
|  |                       | Real Madrid (1)         | Real Madrid (1)         | Real Madrid (1)         | 2(2)                       |                            |                            |             |             |             |  |  |        |        |        |        |  |  |         |         |         |         |  |  |           |           |           |           |
|  | Arandina (4)          | Arandina (4)            | Arandina (4)            | Real Madrid (1)         | 2(2)                       | 1                          |                            |             |             |             |  |  |        |        |        |        |  |  |         |         |         |         |  |  |           |           |           |           |
|  | Arandina (4)          | Arandina (4)            | Arandina (4)            |                         |                            |                            |                            |             |             |             |  |  |        |        |        |        |  |  |         |         |         |         |  |  |           |           |           |           |
|  | Real Madrid (1)       | Real Madrid (1)         | Real Madrid (1)         | 3                       |                            |                            |                            |             |             |             |  |  |        |        |        |        |  |  |         |         |         |         |  |  |           |           |           |           |
|  | Real Madrid (1)       | Real Madrid (1)         | Real Madrid (1)         | 3                       | Atlético Madrid(1)         | Atlético Madrid(1)         | Atlético Madrid(1)         | 1           |             |             |  |  |        |        |        |        |  |  |         |         |         |         |  |  |           |           |           |           |
|  |                       |                         |                         |                         | Atlético Madrid(1)         | Atlético Madrid(1)         | Atlético Madrid(1)         | 1           |             |             |  |  |        |        |        |        |  |  |         |         |         |         |  |  |           |           |           |           |
|  |                       | Sevilla (1)             | Sevilla (1)             | Sevilla (1)             | 0                          |                            |                            |             |             |             |  |  |        |        |        |        |  |  |         |         |         |         |  |  |           |           |           |           |
|  | Espanyol (2)          | Espanyol (2)            | Espanyol (2)            | Sevilla (1)             | 0                          | 0                          |                            |             |             |             |  |  |        |        |        |        |  |  |         |         |         |         |  |  |           |           |           |           |
|  | Espanyol (2)          | Espanyol (2)            | Espanyol (2)            |                         |                            |                            |                            |             |             |             |  |  |        |        |        |        |  |  |         |         |         |         |  |  |           |           |           |           |
|  | Getafe (1)            | Getafe (1)              | Getafe (1)              | 1                       |                            |                            |                            |             |             |             |  |  |        |        |        |        |  |  |         |         |         |         |  |  |           |           |           |           |
|  | Getafe (1)            | Getafe (1)              | Getafe (1)              | 1                       | Getafe (1)                 | Getafe (1)                 | Getafe (1)                 | 1           |             |             |  |  |        |        |        |        |  |  |         |         |         |         |  |  |           |           |           |           |
|  |                       |                         |                         |                         | Getafe (1)                 | Getafe (1)                 | Getafe (1)                 | 1           |             |             |  |  |        |        |        |        |  |  |         |         |         |         |  |  |           |           |           |           |
|  |                       | Sevilla (1)             | Sevilla (1)             | Sevilla (1)             | 3                          |                            |                            |             |             |             |  |  |        |        |        |        |  |  |         |         |         |         |  |  |           |           |           |           |
|  | Racing Ferrol (2)     | Racing Ferrol (2)       | Racing Ferrol (2)       | Sevilla (1)             | 3                          | 1                          |                            |             |             |             |  |  |        |        |        |        |  |  |         |         |         |         |  |  |           |           |           |           |
|  | Racing Ferrol (2)     | Racing Ferrol (2)       | Racing Ferrol (2)       |                         |                            |                            |                            |             |             |             |  |  |        |        |        |        |  |  |         |         |         |         |  |  |           |           |           |           |
|  | Sevilla (1)           | Sevilla (1)             | Sevilla (1)             | 2                       |                            |                            |                            |             |             |             |  |  |        |        |        |        |  |  |         |         |         |         |  |  |           |           |           |           |
|  | Sevilla (1)           | Sevilla (1)             | Sevilla (1)             | 2                       | Atlético Madrid (1)        | Atlético Madrid (1)        | Atlético Madrid (1)        | (0)(0)(0)   |             |             |  |  |        |        |        |        |  |  |         |         |         |         |  |  |           |           |           |           |
|  |                       |                         |                         |                         | Atlético Madrid (1)        | Atlético Madrid (1)        | Atlético Madrid (1)        | (0)(0)(0)   |             |             |  |  |        |        |        |        |  |  |         |         |         |         |  |  |           |           |           |           |
|  |                       | Athletic Bilbao (1)     | Athletic Bilbao (1)     | Athletic Bilbao (1)     | (1)(3)(4)                  |                            |                            |             |             |             |  |  |        |        |        |        |  |  |         |         |         |         |  |  |           |           |           |           |
|  | Eibar (2)             | Eibar (2)               | Eibar (2)               | Athletic Bilbao (1)     | (1)(3)(4)                  | 0                          |                            |             |             |             |  |  |        |        |        |        |  |  |         |         |         |         |  |  |           |           |           |           |
|  | Eibar (2)             | Eibar (2)               | Eibar (2)               |                         |                            |                            |                            |             |             |             |  |  |        |        |        |        |  |  |         |         |         |         |  |  |           |           |           |           |
|  | Athletic Bilbao (1)   | Athletic Bilbao (1)     | Athletic Bilbao (1)     | 3                       |                            |                            |                            |             |             |             |  |  |        |        |        |        |  |  |         |         |         |         |  |  |           |           |           |           |
|  | Athletic Bilbao (1)   | Athletic Bilbao (1)     | Athletic Bilbao (1)     | 3                       | Athletic Bilbao (1)        | Athletic Bilbao (1)        | Athletic Bilbao (1)        | 2           |             |             |  |  |        |        |        |        |  |  |         |         |         |         |  |  |           |           |           |           |
|  |                       |                         |                         |                         | Athletic Bilbao (1)        | Athletic Bilbao (1)        | Athletic Bilbao (1)        | 2           |             |             |  |  |        |        |        |        |  |  |         |         |         |         |  |  |           |           |           |           |
|  |                       | Alavés (1)              | Alavés (1)              | Alavés (1)              | 0                          |                            |                            |             |             |             |  |  |        |        |        |        |  |  |         |         |         |         |  |  |           |           |           |           |
|  | Alavés (1)            | Alavés (1)              | Alavés (1)              | Alavés (1)              | 0                          | 1                          |                            |             |             |             |  |  |        |        |        |        |  |  |         |         |         |         |  |  |           |           |           |           |
|  | Alavés (1)            | Alavés (1)              | Alavés (1)              |                         |                            |                            |                            |             |             |             |  |  |        |        |        |        |  |  |         |         |         |         |  |  |           |           |           |           |
|  | Real Betis (1)        | Real Betis (1)          | Real Betis (1)          | 0                       |                            |                            |                            |             |             |             |  |  |        |        |        |        |  |  |         |         |         |         |  |  |           |           |           |           |
|  | Real Betis (1)        | Real Betis (1)          | Real Betis (1)          | 0                       | Athletic Bilbao (1)        | Athletic Bilbao (1)        | Athletic Bilbao (1)        | 2(4)        |             |             |  |  |        |        |        |        |  |  |         |         |         |         |  |  |           |           |           |           |
|  |                       |                         |                         |                         | Athletic Bilbao (1)        | Athletic Bilbao (1)        | Athletic Bilbao (1)        | 2(4)        |             |             |  |  |        |        |        |        |  |  |         |         |         |         |  |  |           |           |           |           |
|  |                       | Barcelona (1)           | Barcelona (1)           | Barcelona (1)           | 2(2)                       |                            |                            |             |             |             |  |  |        |        |        |        |  |  |         |         |         |         |  |  |           |           |           |           |
|  | Unionistas (3) (p)    | Unionistas (3) (p)      | Unionistas (3) (p)      | Barcelona (1)           | 2(2)                       | 1(1)(7)                    |                            |             |             |             |  |  |        |        |        |        |  |  |         |         |         |         |  |  |           |           |           |           |
|  | Unionistas (3) (p)    | Unionistas (3) (p)      | Unionistas (3) (p)      |                         |                            |                            |                            |             |             |             |  |  |        |        |        |        |  |  |         |         |         |         |  |  |           |           |           |           |
|  | Villarreal (1)        | Villarreal (1)          | Villarreal (1)          | 1(1)(6)                 |                            |                            |                            |             |             |             |  |  |        |        |        |        |  |  |         |         |         |         |  |  |           |           |           |           |
|  | Villarreal (1)        | Villarreal (1)          | Villarreal (1)          | 1(1)(6)                 | Unionistas (3)             | Unionistas (3)             | Unionistas (3)             | 1           |             |             |  |  |        |        |        |        |  |  |         |         |         |         |  |  |           |           |           |           |
|  |                       |                         |                         |                         | Unionistas (3)             | Unionistas (3)             | Unionistas (3)             | 1           |             |             |  |  |        |        |        |        |  |  |         |         |         |         |  |  |           |           |           |           |
|  |                       | Barcelona (1)           | Barcelona (1)           | Barcelona (1)           | 3                          |                            |                            |             |             |             |  |  |        |        |        |        |  |  |         |         |         |         |  |  |           |           |           |           |
|  | Barbastro (4)         | Barbastro (4)           | Barbastro (4)           | Barcelona (1)           | 3                          | 2                          |                            |             |             |             |  |  |        |        |        |        |  |  |         |         |         |         |  |  |           |           |           |           |
|  | Barbastro (4)         | Barbastro (4)           | Barbastro (4)           |                         |                            |                            |                            |             |             |             |  |  |        |        |        |        |  |  |         |         |         |         |  |  |           |           |           |           |
|  | Barcelona (1)         | Barcelona (1)           | Barcelona (1)           | 3                       |                            |                            |                            |             |             |             |  |  |        |        |        |        |  |  |         |         |         |         |  |  |           |           |           |           |
|  | Barcelona (1)         | Barcelona (1)           | Barcelona (1)           | 3                       |                            |                            |                            |             |             |             |  |  |        |        |        |        |  |  |         |         |         |         |  |  |           |           |           |           |

## Vòng 32
Lễ bốc thăm sẽ được tổ chức vào ngày 12 tháng 12 năm 2023 tại trụ sở RFEF ở Las Rozas. Bốn đội tham dự Supercopa de España 2023–24 sẽ được bốc thăm cùng với các đội từ hạng thấp nhất. Các đội còn lại từ hạng thấp nhất sẽ gặp các đội còn lại của La Liga. Các trận đấu sẽ diễn ra trên sân của các đội có thứ hạng thấp hơn. Tổng cộng có 16 trận đấu sẽ diễn ra vào ngày 6 và 7 tháng 1 năm 2024.
| Nhóm 1 4 đội Supercopa de España 2023–24              | Nhóm 2 13 đội La Liga | Nhóm 3 9 đội Segunda División                                                                    | Nhóm 4 4 đội Primera Federación          | Nhóm 5 2 đội Segunda Federación |
| - Atlético Madrid - Barcelona - Osasuna - Real Madrid | - Alavés - Athletic Bilbao - Celta Vigo - Getafe - Girona - Las Palmas - Mallorca - Rayo Vallecano - Real Betis - Real Sociedad - Sevilla - Valencia - Villarreal | - Amorebieta - Burgos - Cartagena - Eibar - Elche - Espanyol - Huesca - Racing Ferrol - Tenerife | - Castellón - Lugo - Málaga - Unionistas | - Arandina - Barbastro          |

### Các trận đấu
| Lugo (3)        | 1–3      | Atlético Madrid (1)          |
| --------------- | -------- | ---------------------------- |
| - Antonetti 39' | Chi tiết | - Correa 2' - Depay 66', 74' |

---
| Espanyol (2) | 0–1      | Getafe (1)  |
| ------------ | -------- | ----------- |
|              | Chi tiết | - Milla 87' |

---
| Elche (2) | 0–2      | Girona (1)              |
| --------- | -------- | ----------------------- |
|           | Chi tiết | - Blind 37' - Couto 67' |

---
| Huesca (2) | 0–2 (s.h.p.) | Rayo Vallecano (1)               |
| ---------- | ------------ | -------------------------------- |
|            | Chi tiết     | - Valentín 118' - Palazón 120+2' |

---
| Alavés (1)      | 1–0      | Real Betis (1) |
| --------------- | -------- | -------------- |
| - Benavidez 57' | Chi tiết |                |

---
| Arandina (4)         | 1–3      | Real Madrid (1)                                 |
| -------------------- | -------- | ----------------------------------------------- |
| - Nacho 90+3' (l.n.) | Chi tiết | - Joselu 54' (ph.đ.) - Díaz 55' - Rodrygo 90+1' |

---
| Amorebieta (2)            | 2–4      | Celta Vigo (1)                                   |
| ------------------------- | -------- | ------------------------------------------------ |
| - Jauregi 30' - Rayco 35' | Chi tiết | - Rodríguez 6' - Jailson 49' - Douvikas 52', 75' |

---
| Burgos (2) | 0–3      | Mallorca (1)                           |
| ---------- | -------- | -------------------------------------- |
|            | Chi tiết | - González 63' - Larin 74' - Abdón 81' |

---
| Castellón (3) | 0–1 (s.h.p.) | Osasuna (1) |
| ------------- | ------------ | ----------- |
|               | Chi tiết     | - José 108' |

---
| Racing Ferrol (2) | 1–2      | Sevilla (1)               |
| ----------------- | -------- | ------------------------- |
| - Manzanara 50'   | Chi tiết | - Marcão 30' - Juanlu 87' |

---
| Eibar (2) | 0–3      | Athletic Bilbao (1)                 |
| --------- | -------- | ----------------------------------- |
|           | Chi tiết | - Villalibre 17', 40' - Muniain 33' |

---
| Cartagena (2) | 1–2 (s.h.p.) | Valencia (1)            |
| ------------- | ------------ | ----------------------- |
| - Ortuño 4'   | Chi tiết     | - Canós 73' - Gayà 106' |

---
| Barbastro (4)                      | 2–3      | Barcelona (1)                                        |
| ---------------------------------- | -------- | ---------------------------------------------------- |
| - de Mesa 60' - Prat 90+3' (ph.đ.) | Chi tiết | - López 18' - Raphinha 51' - Lewandowski 88' (ph.đ.) |

---
| Málaga (3) | 0–1      | Real Sociedad (1) |
| ---------- | -------- | ----------------- |
|            | Chi tiết | - Zubeldia 49'    |

---
| Tenerife (2)          | 2–0 | Las Palmas (1) |
| --------------------- | --- | -------------- |
| - Amo 4' - Luismi 21' |     |                |

---
| Unionistas (3)                                                               | 1–1 (s.h.p.) | Villarreal (1)                                                                    |
| ---------------------------------------------------------------------------- | ------------ | --------------------------------------------------------------------------------- |
| - Planas 87' (ph.đ.)                                                         | Chi tiết     | - Akhomach 82'                                                                    |
| Loạt sút luân lưu                                                            |              |                                                                                   |
| - Mayor - Héctor - Ruiz - Planas - Ramírez - Al. Gómez - Giménez - Ad. Gómez | 7–6          | - Gerard - Moreno - Coquelin - Trigueros - Sørloth - Terrats - Comesaña - Femenía |

Ghi chú
1. ↑  Trận đấu ban đầu được diễn ra vào 18:00 ngày 7 tháng 1 năm 2024, nhưng đã bị tạm dừng và hoãn lại khi đang bắt đầu thi đấu hiệp phụ vì sự cố ánh sáng.[21]

## Vòng 16
Lễ bốc thăm được tổ chức vào ngày 8 tháng 1 năm 2024 tại trụ sở RFEF ở Las Rozas. Các đội được phân thành ba nhóm dựa trên hạng đấu của họ trong mùa giải 2023–24. Các trận đấu sẽ diễn ra trên sân của các đội có hạng thấp hơn, nếu hạng bằng nhau thì đội xếp trước sẽ thi đấu trên sân nhà.
Tổng cộng có 8 trận đấu sẽ diễn ra vào các ngày 16, 17 và 18 tháng 1 năm 2024.
| Nhóm 1 14 đội La Liga | Nhóm 2 1 đội Segunda División | Nhóm 3 1 đội Primera Federación |
| - Alavés - Athletic Bilbao - Atlético Madrid - Barcelona - Celta Vigo - Getafe - Girona - Mallorca - Osasuna - Rayo Vallecano - Real Madrid - Real Sociedad - Sevilla - Valencia | - Tenerife                    | - Unionistas                    |

### Các trận đấu
| Getafe (1) | 1–3      | Sevilla (1)                  |
| ---------- | -------- | ---------------------------- |
| - Mata 23' | Chi tiết | - Ramos 8' - Romero 48', 55' |

---
| Athletic Bilbao (1)   | 2–0      | Alavés (1) |
| --------------------- | -------- | ---------- |
| - Villalibre 28', 60' | Chi tiết |            |

---
| Tenerife (2) | 0–1 (s.h.p.) | Mallorca (1) |
| ------------ | ------------ | ------------ |
|              | Chi tiết     | - Larin 120' |

---
| Valencia (1)         | 1–3      | Celta Vigo (1)                                |
| -------------------- | -------- | --------------------------------------------- |
| - Pepelu 29' (ph.đ.) | Chi tiết | - de la Torre 13' - Douvikas 18' (ph.đ.), 80' |

---
| Osasuna (1) | 0–2      | Real Sociedad (1)                      |
| ----------- | -------- | -------------------------------------- |
|             | Chi tiết | - Oyarzabal 57' (ph.đ.) - Merino 90+8' |

---
| Girona (1)                            | 3–1      | Rayo Vallecano (1) |
| ------------------------------------- | -------- | ------------------ |
| - Stuani 15', 19' (ph.đ.) - Blind 26' | Chi tiết | - Nteka 36'        |

---
| Unionistas (3) | 1–3      | Barcelona (1)                         |
| -------------- | -------- | ------------------------------------- |
| - Gómez 31'    | Chi tiết | - Ferran 45' - Koundé 69' - Balde 73' |

---
| Atlético Madrid (1)                                      | 4–2 (s.h.p.) | Real Madrid (1)                 |
| -------------------------------------------------------- | ------------ | ------------------------------- |
| - Lino 39' - Morata 57' - Griezmann 100' - Riquelme 119' | Chi tiết     | - Oblak 46' (l.n.) - Joselu 82' |

## Tứ kết
Lễ bốc thăm được tổ chức vào ngày 19 tháng 1 năm 2024, 13:00 UTC+1 CET, tại trụ sở RFEF ở Las Rozas. Vì không có đội nào thuộc các hạng dưới nên đội chủ nhà được xác định bằng kết quả bốc thăm may mắn.
Tổng cộng có 4 trận đấu sẽ diễn ra vào tháng 1 năm 2024.
| Nhóm 1 8 đội La Liga                                                                                       |
| - Athletic Bilbao - Atlético Madrid - Barcelona - Celta Vigo - Girona - Mallorca - Real Sociedad - Sevilla |

### Các trận đấu
| Celta Vigo (1)      | 1–2      | Real Sociedad (1)           |
| ------------------- | -------- | --------------------------- |
| - De la Torre 90+2' | Chi tiết | - Oyarzabal 2' - Becker 66' |

---
| Mallorca (1)                         | 3–2      | Girona (1)                         |
| ------------------------------------ | -------- | ---------------------------------- |
| - Larin 21' - Abdón 28', 35' (ph.đ.) | Chi tiết | - Stuani 68' (ph.đ.) - Sávio 90+6' |

---
| Athletic Bilbao (1)                                                  | 4–2 (s.h.p.) | Barcelona (1)                 |
| -------------------------------------------------------------------- | ------------ | ----------------------------- |
| - Guruzeta 1' - Sancet 49' - I. Williams 105+2' - N. Williams 120+1' | Chi tiết     | - Lewandowski 26' - Yamal 32' |

---
| Atlético Madrid (1) | 1–0      | Sevilla (1) |
| ------------------- | -------- | ----------- |
| - Depay 79'         | Chi tiết |             |

## Bán kết
Lễ bốc thăm vòng bán kết được tổ chức vào ngày 26 tháng 1 năm 2024, 13:00 UTC+1 CET, tại trụ sở RFEF ở Las Rozas.
| Các đội đủ điều kiện 4 đội La Liga                             |
| - Athletic Bilbao - Atlético Madrid - Mallorca - Real Sociedad |

Các trận lượt đi sẽ diễn ra vào ngày 6 và 7 tháng 2, còn các trận lượt về sẽ diễn ra vào ngày 27 và 29 tháng 2 năm 2024.

### Tóm tắt
| Đội 1               | TTS         | Đội 2               | Lượt đi | Lượt về      |
| ------------------- | ----------- | ------------------- | ------- | ------------ |
| Mallorca (1)        | 1–1 (5–4 p) | Real Sociedad (1)   | 0–0     | 1–1 (s.h.p.) |
| Atlético Madrid (1) | 0–4         | Athletic Bilbao (1) | 0–1     | 0–3          |

### Các trận đấu
| Mallorca (1) | 0–0      | Real Sociedad (1) |
| ------------ | -------- | ----------------- |
|              | Chi tiết |                   |

| Real Sociedad (1)                                          | 1–1 (s.h.p.) | Mallorca (1)                                        |
| ---------------------------------------------------------- | ------------ | --------------------------------------------------- |
| - Oyarzabal 71'                                            | Chi tiết     | - González 50'                                      |
| Loạt sút luân lưu                                          |              |                                                     |
| - Oyarzabal - Turrientes - Olasagasti - Zubimendi - Becker | 4–5          | - Muriqi - Morlanes - Mascarell - Radonjić - Darder |

Tổng tỷ số là 1–1. Mallorca thắng luân lưu 5–4.
| Atlético Madrid (1) | 0–1      | Athletic Bilbao (1)     |
| ------------------- | -------- | ----------------------- |
|                     | Chi tiết | - Berenguer 25' (ph.đ.) |

| Athletic Bilbao (1)                                | 3–0      | Atlético Madrid (1) |
| -------------------------------------------------- | -------- | ------------------- |
| - I. Williams 13' - N. Williams 42' - Guruzeta 61' | Chi tiết |                     |

Athletic Bilbao thắng chung cuộc 4–0.

## Chung kết
| Athletic Bilbao (1)                       | 1–1 (s.h.p.) | Mallorca (1)                             |
| ----------------------------------------- | ------------ | ---------------------------------------- |
| - Sancet 50'                              | Chi tiết     | - Rodríguez 21'                          |
| Loạt sút luân lưu                         |              |                                          |
| - R. García - Muniain - Vesga - Berenguer | 4–2          | - Muriqi - Morlanes - Radonjić - Sánchez |

## Thống kê
Tính đến ngày 6/4/2024
| Hạng | Cầu thủ             | Đội             | Số bàn thắng |
| ---- | ------------------- | --------------- | ------------ |
| 1    | Anastasios Douvikas | Celta Vigo      | 6            |
| 1    | Abdón Prats         | Mallorca        | 6            |
| 1    | Asier Villalibre    | Athletic Bilbao | 6            |
| 4    | Cristhian Stuani    | Girona          | 5            |
| 5    | Cyle Larin          | Mallorca        | 4            |
| 5    | Willian José        | Real Betis      | 4            |
| 7    | Ez Abde             | Real Betis      | 3            |
| 7    | Rodri               | Real Betis      | 3            |
| 7    | Xeber Alkain        | Alavés          | 3            |
| 7    | Jon Karrikaburu     | Alavés          | 3            |
| 7    | Radamel Falcao      | Rayo Vallecano  | 3            |
| 7    | Enrique Márquez     | Hernán Cortés   | 3            |
| 7    | Juanmi Latasa       | Getafe          | 3            |
| 7    | Óscar Rodríguez     | Getafe          | 3            |
| 7    | Víctor Meseguer     | Valladolid      | 3            |
| 7    | Manu Trigueros      | Villarreal      | 3            |
| 7    | Alfred Planas       | Unionistas      | 3            |
| 7    | Leandro Antonetti   | Lugo            | 3            |
| 7    | Memphis Depay       | Atlético Madrid | 3            |
| 7    | Mikel Oyarzabal     | Real Sociedad   | 3            |
| 7    | Nico Williams       | Athletic Bilbao | 3            |